# 元始天尊

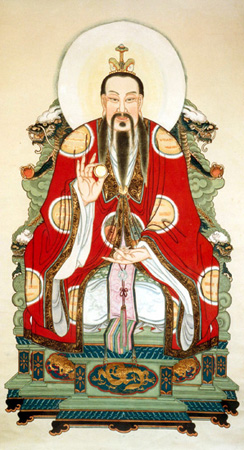
元始天尊。

元始天尊（げんしてんそん）とは、「太元」を神格化した道教神学中の最高神。また、霊宝天尊（太上道君）、道徳天尊（太上老君）と並ぶ三清の一柱。古名は元始天王で、太上三天正法経などでは九天真王と共に世界を作った道教の最高神とされる。これは中国の創世神話に登場する原初の神盤古が元になっているとされる。
『隋書』「経籍志」によると元始天尊は太元、即ち全ての物事よりも先に誕生した常住不滅の存在であり、天地再生の際に人々に道を説いて救済を与えるという（開劫度人）。元始天尊の名は楽静信。また『雲笈七籤』の巻二では、元始天尊が誕生した時に全ての事物に名称と実質が与えられ、それ故に元始天尊は万物の始めであり「道」の本質であるとされた。同巻三によると大羅天の玄都にある玉京に住むという。
同じく三清の一人である太上老君と比較すると、元始天尊が活躍する古典文学は少ない。
盤古は彼の原型の一つだったが、その後盤古は元始天尊の化身として描かれた。

## 文学作品に登場する元始天尊
- 封神演義 - 明代の神怪小説。この作品では闡教を治める教主として登場し、弟子の姜子牙に封神を任せるという重要な役割を担っているが、自ら剣を取って仙人の戦いに参加するなど、本来の信仰のイメージとは異なる姿で描かれている。

- 封神演義 (漫画) - 日本の作品。『封神演義』（講談社・安能務訳版）を原作とした藤崎竜の漫画。崑崙山と言う仙人界を治める教主。主人公の太公望の師。